# Adéla Knapová
Adéla Knapová (* 17. července 1976 Valašské Meziříčí) je česká spisovatelka, novinářka, dramatička a vizionářka.

## Život
Narodila se ve Valašském Meziříčí, vyrostla ve Vyškově, kde vystudovala gymnázium. Po maturitě  studovala Fakultu sociálních věd Univerzity Karlovy v Praze. Již při studiu pracovala jako novinářka (Koktejl, Respekt). Za reportážní povídky z Ruska a Ukrajiny získala ocenění Mladý Hemingway. Patnáct let byla kmenovou autorkou a několik let šéfreportérkou týdeníku Reflex. Od jara 2024 píše komentáře a reportáže pro Právo a Novinky.cz 
V roce 2003 vyšla její prvotina Nezvaní. Přes úspěch u kritiky i čtenářů ji autorka označuje za neplatnou. V roce 2016 vydalo nakladatelství Fra její novelu Nemožnost nuly, kterou krátce nato zařadil Český rozhlas mezi nejlepší knihy roku jak zahraniční tak tuzemské. V prosinci 2017 jí vyšel ve stejném nakladatelství román Slabikář. Ten se stal knihou měsíce literárního časopisu Host. Na podzim 2019 vyšel ve Fra její román Předvoj a v květnu 2023 vydalo Fra její román Zbabělé zápisky z ukrajinské války inspirovaný reportážními cestami po Ukrajině. Kniha je překládána do několika jazyků.
Na podzim 2022 vydalo nakladatelství Slovart knihu textů z války na Ukrajině, která se jmenuje podle její reportáže Chleba z minového pole. Tato reportáž inspirovala Ministerstvo vnitra ČR k akci Pečeme chléb z minového pole, jejímž cílem bylo vybrat peníze pro odminovačku Božena, která se používá na Ukrajině k odminování polí.
V dubnu 2025 vydalo nakladatelství Větrné mlýny její knihu povídek Krvavý kompot, kterou napsala v Charkově, kde od roku 2024 částečně žije. 
Osobně se angažuje v pomoci válkou zasažené Ukrajině, pravidelně jezdí i k frontovým liniím.
Píše také povídky (např. pro Salon Práva, Weles, Český rozhlas). Její literární texty jsou zastoupeny v zahraničních antologiích současné české literatury. Pozornost si získala esejemi a komentáři, nejčastěji publikovanými na Reflex.cz a Novinky.cz 
Je autorkou divadelních jednoaktovek, které měly v létě 2021 online premiéru coby projekt (ne)divadla týdeníku Reflex a internetové televize Kuki.
Od útlého věku bojuje za lepší život zvířat a udržitelnější životní styl. V roce 2022 se stala vizionářkou mezinárodní organizace Compassion in world farming a patronkou jejích kampaní Konec doby klecové za ukončení velkochovů End.it. Na jaře 2023 založila Nadační fond ONE HEART na zlepšení kvality života zvířat. Žije v Praze,  Řecku a Charkově.